# Lengnau (Argovia)
Lengnau (toponimo tedesco) è un comune svizzero di 2 747 abitanti del Canton Argovia, nel distretto di Zurzach.

## Storia
Dal 1776 fino alle riforme costituzionali del 1866 e del 1874 Lengnau e la vicina Endingen furono le uniche località della Confederazione dove potevano stabilirsi ebrei, risultando così per due secoli i centri principali dell'ebraismo in Svizzera.

## Monumenti e luoghi d'interesse

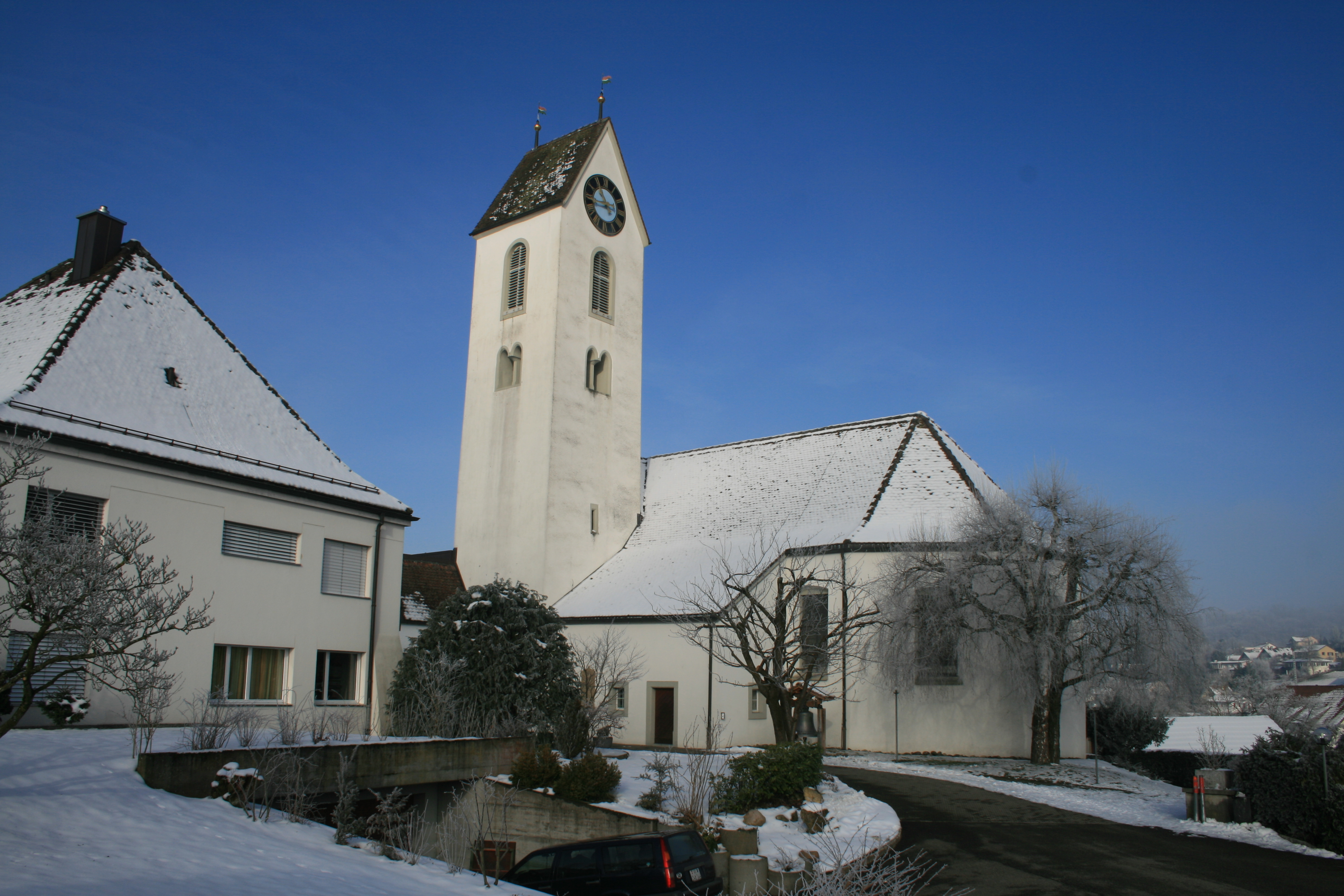
La chiesa cattolica di San Martino

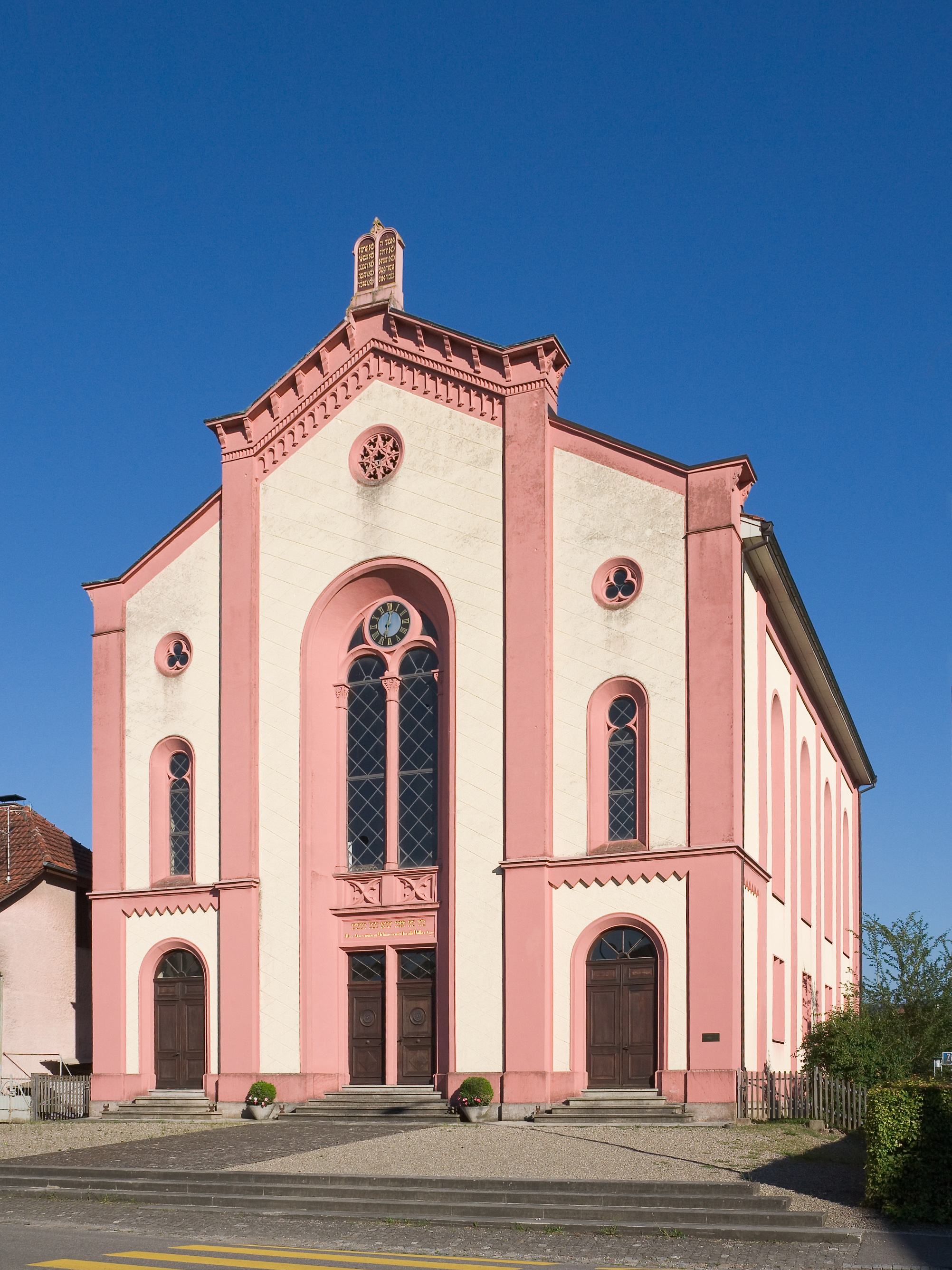
La sinagoga

- Chiesa cattolica di San Martino, attestata dal 1269 e ricostruita nel 1977[1].
- Sinagoga, eretta nel 1847[1].

## Società

### Evoluzione demografica
L'evoluzione demografica è riportata nella seguente tabella:
Abitanti censiti

## Religione
La comunità ebraica di Lengnau, che contava 525 membri nel 1850, si è progressivamente ridotta tra la fine del XIX e l'inizio del XX secolo; da allora il comune è prevalentemente cristiano, a maggioranza cattolica.

## Amministrazione
Ogni famiglia originaria del luogo fa parte del cosiddetto comune patriziale e ha la responsabilità della manutenzione di ogni bene ricadente all'interno dei confini del comune. I comuni patriziali di Lengnau, cristiano, e di Neu-Lengnau, ebraico (fondato nel 1879), furono unificati nel 1983.